# حسين باي بن صالح باي
حسين باي بن صالح باي هو باي قسنطينة وحاكم بايلك الشرق ضمن أيالة الجزائر في العهد العثماني. امتد حكمه 15 يوماً بين سنتي 1806 و1807 ليخلفه فيما بعد علي باي بن بابا علي.